# Grana (Chorwacja)
Grana – wieś w Chorwacji, w żupanii varażdińskiej, w mieście Novi Marof. W 2011 roku liczyła 526 mieszkańców.